# Науру на летних юношеских Олимпийских играх 2014
Науру на летних юношеских Олимпийских играх 2014, проходивших в китайском Нанкине с 16 по 28 августа, был представлен двумя спортсменами в двух видах спорта.

## Состав и результаты

### Лёгкая атлетика
Науру представлял один спортсмен.
Легенда: Q — финал А (медальный), qB — финал B (без медалей), qC — финал С (без медалей), qD — финал D (без медалей), qE — финал E (без медалей).

#### Девушки
| Спортсмен        | Дисциплина | Предварительный раунд | Предварительный раунд | Финал     | Финал |
| Спортсмен        | Дисциплина | Результат             | Место                 | Результат | Место |
| ---------------- | ---------- | --------------------- | --------------------- | --------- | ----- |
| Файлани Грандлер | 100 метров | 15,08                 | 31 qD                 | 14,94     | 24    |

### Тяжёлая атлетика
Тройственной комиссией Сейшелам было предоставлено одно место для участия.

#### Юноши
| Спортсмен       | Весовая категория | Рывок     | Рывок | Толчок    | Толчок | Всего | Место |
| Спортсмен       | Весовая категория | Результат | Место | Результат | Место  | Всего | Место |
| --------------- | ----------------- | --------- | ----- | --------- | ------ | ----- | ----- |
| Райвон Декарубе | До 56 кг          | 65        | 11    | 85        | 11     | 150   | 11    |